# Allocasuarina mackliniana
Allocasuarina mackliniana är en tvåhjärtbladig växtart som beskrevs av Lawrence Alexander Sidney Johnson. Allocasuarina mackliniana ingår i släktet Allocasuarina och familjen Casuarinaceae. Inga underarter finns listade i Catalogue of Life.